# Volkskunde Museum Schleswig
Das Volkskunde Museum Schleswig war eine Dependance des Schleswig-Holsteinischen Landesmuseums für Kunst und Kulturgeschichte. Das größte Volkskundemuseum des Landes widmete sich der Dokumentation historischer Alltagskultur in Schleswig-Holstein und zeigte Dauerpräsentationen und Sonderausstellungen zu landesgeschichtlichen und kulturwissenschaftlichen Themen vom 18. Jahrhundert bis zur Gegenwart. Das Museum befand sich ca. 1 km vom Schloss Gottorf entfernt auf dem Schleswiger Hesterberg.

## Geschichte des Museums
Die Ursprünge des Schleswiger Volkskunde Museums gehen zurück auf die Sammlung des Kieler Universitätsprofessors Gustav Ferdinand Thaulow (1817–1883), der seit Mitte des 19. Jahrhunderts eine umfangreiche Sammlung von Objekten aus Schleswig-Holstein zusammengetragen hatte. Das 1878 in Kiel gegründete Thaulow-Museum wurde später in »Schleswig-Holsteinisches Landesmuseum« umbenannt. Nachdem alliierte Luftangriffe den Kieler Museumsbau im Zweiten Weltkrieg weitgehend zerstört hatten, wurde das Landesmuseum nach Schleswig verlegt und 1950 in Schloss Gottorf neu eröffnet.
Der erste Landesmuseumsdirektor nach dem Krieg, Ernst Schlee (1910–1994) erweiterte das Sammlungskonzept des Museums. Als in den Wirtschaftswunderjahren die letzten traditionellen Bestände an Geräten zur Feld-, Haus- und Hofwirtschaft durch Produkte des Industriezeitalters ersetzt wurden, veranlasste Schlee 1957 die »Volkskundliche Landesaufnahme Schleswig-Holstein«. Zum Organisator dieses Großprojekts wurde der Volkskundler Arnold Lühning (1923–2002) bestellt, der von 1957 bis 1988 als Kustos in Schloss Gottorf wirkte und zum Begründer der modernen volkskundlichen Sammlungen wurde.
1993 erwarb das Land Schleswig-Holstein ein ehemaliges Militärgelände am Schleswiger Hesterberg. Hier erhielten die volkskundlichen Sammlungen der Stiftung Schleswig-Holsteinische Landesmuseen einen großzügigen neuen Standort, der von 2002 bis 2013 den Namen »Volkskunde Museum Schleswig« trug.
Seit dem 1. Januar 2013 ist im Schleswig-Holsteinischen Freilichtmuseum in Molfsee das Landesmuseum für Volkskunde angesiedelt und seit April 2014 ist das Museum in Schleswig geschlossen. Zukünftig wird das Gelände als Zentralmagazin der Landesmuseen dienen.

## Sammlungen

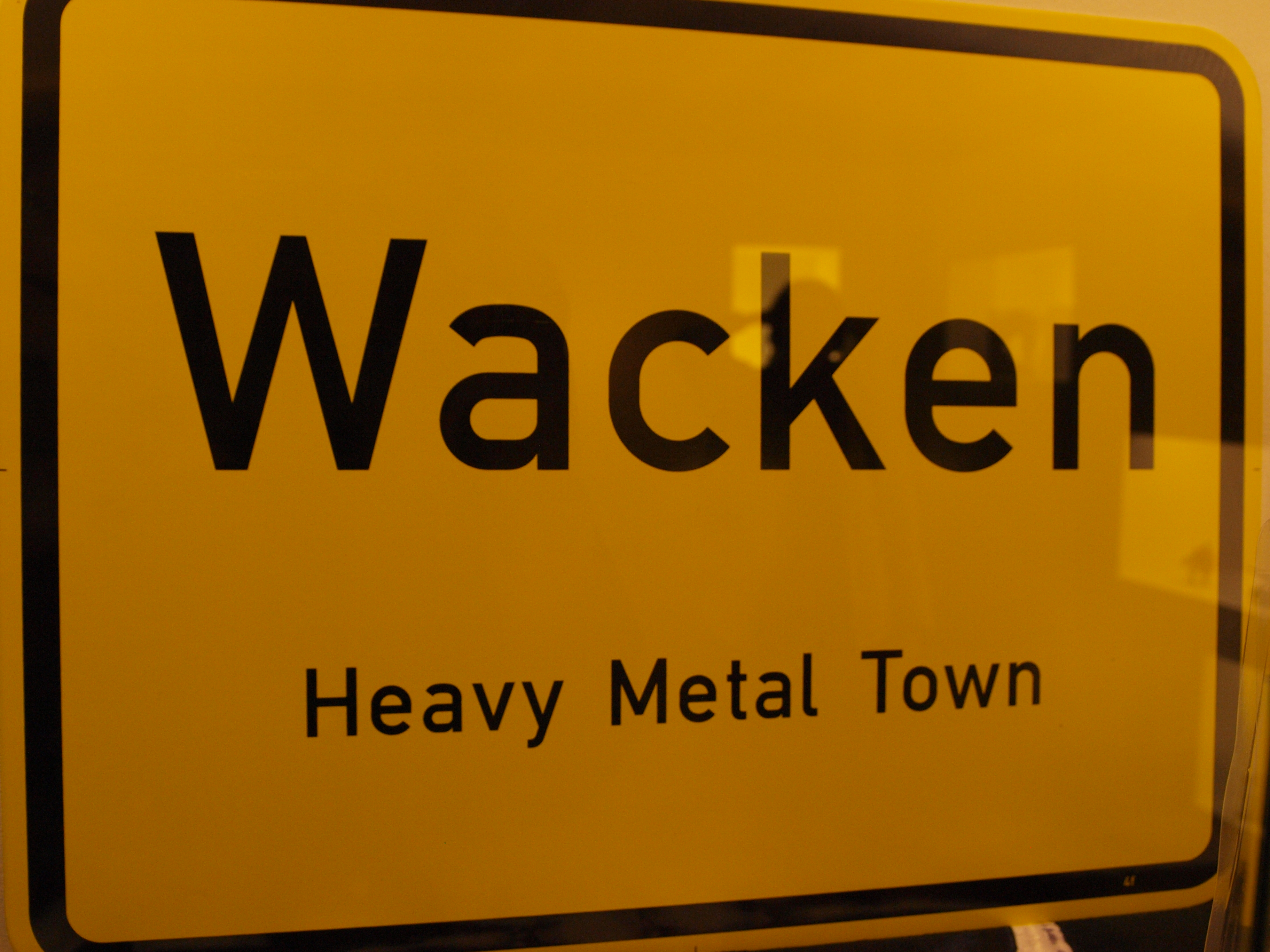
Aus der Sammlung des Volkskunde Museums: Fiktives Ortsschild zum weltgrößten Heavy Metal Festival im schleswig-holsteinischen Wacken

Das Museum verfügte über eine der deutschlandweit umfangreichsten Sammlungen landwirtschaftlicher Geräte aus der Zeit vor der Mechanisierung. Darüber hinaus gab es umfangreiche Bestände historischer Arbeitsgeräte und Werkstatteinrichtungen von gut vierzig Handwerksberufen, Objekte der Hauswirtschaft sowie eine große Kollektion von Kachel- und Gusseisenöfen. Architekturteile und Raumausstattungen sowie eine bedeutende Möbelsammlung bildeten einen weiteren Schwerpunkt. Das Museum besaß zudem die die größte Kollektion von ländlichen Textilien in Schleswig-Holstein. Weitere Bestände umfassten Zinn-, Gold und Silberarbeiten, volkstümliche Grafik und Malerei sowie Objekte zur jüngeren schleswig-holsteinischen Landesgeschichte.
Ein für die Forschungsarbeit besonders wertvoller Bereich waren die gut 50.000 historischen Fotos zu Architektur, Alltagsleben und Arbeit im ländlichen Schleswig-Holstein sowie 43 Dokumentarfilme und etwa 10.000 Dias aus der Museumsarbeit Arnold Lühnings.
2006 konnte das Museum zwei große polizeigeschichtliche Sammlungen in seinen Bestand übernehmen – die Sammlung von Wolfgang Kroker, dem langjährigen Beauftragten für Polizeigeschichte des Landes Schleswig-Holstein, der eine der größten privaten Polizeisammlungen Deutschlands zusammengetragen hatte, und die frühere Lehrmittelsammlung der Polizeidirektion für Aus- und Fortbildung in Eutin. Fortan besaß das Volkskunde Museum eine in Norddeutschland einzigartige polizeigeschichtliche Sammlung, die ab Oktober 2007 in regelmäßigen Sonderausstellungen präsentiert wurde.

## Ausstellungen
Das Museum zeigte die folgenden Dauerausstellungen:
- 4 wie wir – die Kinderausstellung
- Schleswig-Holsteinische Erinnerungsorte
- Krawall! Unruhige Zeiten 1840–2010
- Vom Mangelbrett zur Moulinette. Schaumagazin »Hauswirtschaft«
- Von A nach B. Mobilität und Verkehr in Schleswig-Holstein
- Gerät und Arbeit der Bauern
- Museumsgarten
- Volkskunst (im Schloss Gottorf)